# Seznam juniorských mistryň světa v orientačním běhu – štafety
Seznam juniorských mistryň světa v orientačním běhu ve štafetovém závodě seřazen podle data od roku 1990, kdy se tato mistrovství začala konat.
| Rok      | Zlato                                                                 | Stříbro                                                                    | Bronz                                                                     | Parametry |
| -------- | --------------------------------------------------------------------- | -------------------------------------------------------------------------- | ------------------------------------------------------------------------- | --------- |
| JMS 1990 | Norsko Hanne Staffová Torunn Fossli Sæthreová Hanne Sandstadová       | Švédsko Gunilla Svärdová Karin Wollbrandová Marlena Janssonová             | Finsko Tuija Tammerinová Eija Kuajnsuuová Mari Lukkarinenová              |           |
| JMS 1991 | Finsko Johanna Tiiraová Sanna Turakainenová Mari Lukkarinenová        | Německo Katrin Rengerová Christin Libichová Anke Xylanderová               | Norsko Hanne Staffová Miri Jörgensenová Berit Sofie Grydelandová          |           |
| JMS 1992 | Švédsko Lena Hasselströmová Maria Sandströmová Hanna Larssonová       | Finsko Riitta Korpelaová Sanna Turakainenová Johanna Tiiraová              | Norsko Hanne Staffová Miri Jörgensenová Elisabeth Ingvaldsenová           |           |
| JMS 1993 | Švýcarsko Brigitte Grünigerová Käthi Widlerová Marie-Luce Romanensová | Finsko Satu Mäkitammiová Katja Honkalaová Liisa Anttilaová                 | Norsko Birgitte Husebyeová Miri Jörgensenová Elisabeth Ingvaldsenová      |           |
| JMS 1994 | Švédsko Pia Olssonová Kristina Kullová Annika Björková                | Finsko Satu Mäkitammiová Henna-Riikka Huhtaová Anu Heikkiläová             | Polsko Malgorazata Stankiewiczová Aneta Jablonská Ewa Kozlowská           |           |
| JMS 1995 | Česko Kateřina Mikšová Kateřina Pracná Eva Juřeníková                 | Švédsko Maria Dahlinová Kristin Backåkersová Annika Björková               | Švýcarsko Susi Widlerová Susanne Wehrliová Sara Wegmüllerová              |           |
| JMS 1996 | Rumunsko Eniko Gallová Zsuzsa Feyová Enikö Feyová                     | Švýcarsko Simone Luderová Regula Hulligerová Sara Wegmüllerová             | Rusko Julia Morozova Olga Trekhova Tatiana Pereliaeva                     |           |
| JMS 1997 | Švédsko Emma Engstrandová Jenny Johanssonová Catalina Aspová          | Česko Zuzana Macúchová Vendula Klechová Michaela Skoumalová                | Švýcarsko Sara Wegmüllerová Regula Hulligerová Simone Luderová            |           |
| JMS 1998 | Finsko Heli Jukkolaová Riina Kuuseloová Hanna Heiskanenová            | Rusko Tatiana Kostyleva Galina Galkina Tatiana Pereliaeva                  | Švýcarsko Astrid Fritschiová Simone Luderová Regula Hulligerová           |           |
| JMS 1999 | Rusko Tatiana Kostyleva Eugenia Belova Tatiana Pereliaeva             | Ukrajina Irina Kupriyanova Viktoria Plokhenko Natalia Potopalska           | Švýcarsko Angela Wildová Astrid Fritschiová Regula Hulligerová            |           |
| JMS 2000 | Rusko Julia Sedinovová Eugenia Belova Tatiana Pereliaeva              | Švédsko Maria Bergkvistová Kajsa Guterstamová Camila Berglundová           | Finsko Sara Forsströmová Maria Rantalaová Minna Kauppiová                 |           |
| JMS 2001 | Švédsko Anna Lampinenová Kajsa Nilssonová Maia BergBrkvistová         | Česko Dana Brožková Iva Rufferová Martina Dočkalová                        | Finsko Pinja Satriová Bodil Holmströmová Minna Kauppiová                  |           |
| JMS 2002 | Švýcarsko Franziska Wollebová Martina Fritschyová Lea Müllerová       | Finsko Tiina Kivimäkiová Pinja Satriová Minna Kauppiová                    | Švédsko Helena Janssonová Lina Perssonová Anna Lampinenová                |           |
| JMS 2003 | Finsko Annamaria Väli-Klemeläová Heini Wennmanová Silja Tarvonenová   | Švédsko Anna Lampinenová Sofia Karlssonová Helena Janssonová               | Norsko Marte Grande Ostbyová Betty Ann Bjerkreim Nilsenová Line Hagmanová |           |
| JMS 2004 | Švédsko Elina Skantzeová Anna Perssonová Helena Janssonová            | Finsko Anni-Maija Finckeová Heini Wennmanová Silja Tarvonenová             | Norsko Elise Egsethová Betty Ann Bjerkreim Nilsenová Jorid Flatekvalová   |           |
| JMS 2005 | Norsko Elise Egsethová Mari Fastingová Betty Ann Bjerkreim Nilsenová  | Švédsko Elina Skantzeová Helena Janssonová Anna Perssonová                 | Finsko Saila Kinniová Paula Iso-Markkuová Silja Tarvonenová               |           |
| JMS 2006 | Rusko Ekaterina Terekhova Tatiana Kozlova Maria Shilova               | Švédsko Linnea Lindstromová Anna Perssonová Eva Svenssonová                | Finsko Sofia Haajanenová Saila Kinniová Heini Wennmanová                  |           |
| JMS 2007 | Norsko Kine Hallan Steiwerová Silje Jahrenová Siri Ulvestadová        | Švédsko Eva Svenssonová Sara Eskilssonová Jenny Lönnkvistová               | Švýcarsko Sara Würmliová Judith Wyderová Sabine Hauswirthová              |           |
| JMS 2008 | Švédsko Beata Falková Lina Strandová Jenny Lönnkvistová               | Dánsko Ida Bobachová Signe Klintingová Maja Almová                         | Norsko 2 Annette Baklidová Kine Hallan Steiwerová Mariann Ulvestadová     |           |
| JMS 2009 | Švýcarsko Fiona Kirková Sophie Tritschlerová Julia Grossová           | Norsko Britt Ingunn Nydalová Elen Katrine Skjerveová Mari Jevne Arnesenová | Dánsko Emma Klingenbergová Ida Bobachová Signe Klintingová                |           |
| JMS 2010 | Dánsko Emma Klingenbergová Ida Bobachová Signe Klintingová            | Česko Denisa Kosová Jana Knapová Tereza Novotná                            | Rusko Natalia Vinogradová Anastasia Tikhonová Anastasia Trubkinová        |           |
| JMS 2011 | Švédsko Helena Karlssonová Linea Martinssonová Tove Alexanderssonová  | Česko Adéla Indráková Denisa Kosová Tereza Novotná                         | Dánsko Ita Klingenbergová Emma Klingenbergová Ida Bobachová               |           |
| JMS 2012 | Dánsko Stine Bagger Hagnerová Ita Klingenbergová Emma Klingenbergová  | Švédsko Helena Karlssonová Frida Sandbergová Tove Alexanderssonová         | Švýcarsko Mirjam Hellmüllerová Marion Aebiová Sandrine Müllerová          |           |
| JMS 2013 | Česko Lenka Knapová Kateřina Chromá Vendula Horčičková                | Finsko Anna Haatajaová Henna-Riikka Haikonenová Johanna Hulkkonenová       | Švédsko Andrea Svenssonová Hilda Forsgrenová Tilda Johanssonová           |           |